# Virginia Dare

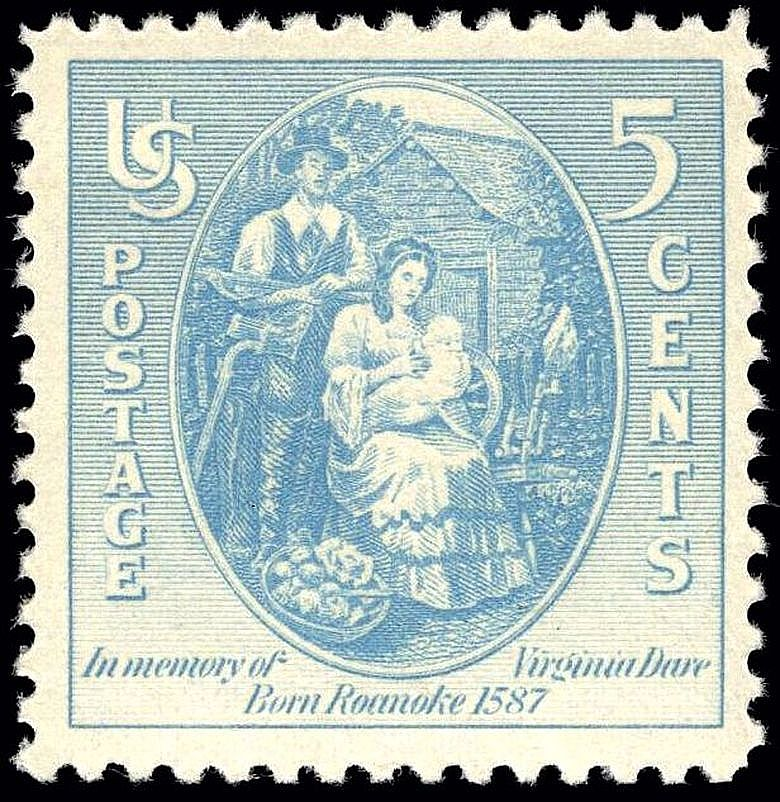
Sello estadounidense de 1937 en honor a Virginia Dare, primer vástago inglés nacido en las colonias americanas.

Virginia Dare (nacida el 18 de agosto de 1587-¿?) fue la primera persona de padres ingleses nacida en América, precisamente en la Colonia Roanoke. Sus padres, Eleanor (o Ellinor/Elyonor) y Ananias Dare, eran miembros de una colonia establecida en la isla Roanoke en la actual Carolina del Norte. Lo que ocurrió con ella y los demás colonos es un misterio. Se sabe de su nacimiento porque el líder de la colonia, John White, padre de Eleanor Dare, regresó a Inglaterra para buscar ayuda para la colonia. Cuando White regresó tres años después, los colonos habían desaparecido.

## Posibles explicaciones de la desaparición de la colonia Roanoke
En su libro Roanoke: Solving the Mystery of the Lost Colony (2000), la historiadora Lee Miller afirmaba que algunos de los supervivientes de la Colonia Perdida buscaron refugio con una tribu indígena vecina, los chowanoc, que fue atacada por otra tribu, los eno. Los supervivientes finalmente fueron esclavizados y puestos en cautiverio por diferentes bandas de la tribu eno, quienes, según Miller, eran conocidos por ser comerciantes de esclavos. Miller escribió que los habitantes ingleses de la colonia de Jamestown escucharon reportes en 1609 de los ingleses cautivos, pero los reportes fueron suprimidos porque no tenían modo de rescatarlos y no deseaban causar pánico entre los colonizadores de Jamestown.
También se reportaron avistamientos de cautivos europeos en varios asentamientos indígenas durante el mismo período. William Strachey, un secretario de la colonia de Jamestown, escribió en 1611 que cuatro hombres ingleses, dos niños y una niña fueron vistos en el asentamiento eno de Ritanoe, donde se los forzaba a batir cobre. La niña, según él, escapó y huyó río arriba. Por cuatrocientos años, varios autores han especulado que la niña cautiva era Virginia Dare. Cuando White dejó la colonia en 1587, había 87 hombres, 17 mujeres y 11 niños entre los colonos. Virginia Dare era una de los dos infantes nacidos en 1587, y era la única niña en la Colonia Perdida.

## Posibles descendientes
La tribu chowanoc fue finalmente absorbida por la tribu tuscarora. La tribu eno, por su parte, estaba asociada con la tribu shakori y luego fue absorbida por la tribu catawba o la tribu saponi. Desde inicios de 1600 hasta mediados de 1700 varios colonos europeos reportaron encuentros con indígenas de ojos grises, o con indígenas que hablaban galés y aseguraban ser descendientes de los colonos. En 1669 un clérigo galés llamado Morgan Jones fue capturado por los tuscarora. Temía por su vida, pero un guerrero doeg que estaba de visita le habló en galés y le aseguró que no le harían daño. El guerrero pagó por la liberación de Jones y su grupo, y el clérigo permaneció con su tribu durante meses como predicador.
En 1701, un agrimensor llamado John Lawson encontró algunos miembros de la tribu hatteras habitando la isla Roanoke que aseguraban que algunos de sus ancestros eran gente blanca. Lawson escribió que varios de ellos tenían ojos grises. Algunas tribus indígenas estadounidenses de la actualidad en Carolina del Norte y Carolina del Sur, entre ellas las tribus coree y lumbee, también afirman tener ascendencia parcial de los colonizadores de Roanoke. Una organización sin fines de lucro, Lost Colony Center for Science and Research, ha empezado un proyecto de ADN para determinar posibles descendientes de los colonos.